# Alan Mullery
Alan Patrick Mullery MBE, född 23 november 1941 i Notting Hill, är en engelsk före detta fotbollsspelare och tränare. Han var bland annat med i Englands trupp till EM 1968, där han blev den första spelaren i det engelska landslaget som fick rött kort.

## Spelarkarriär

### Klubbkarriär
Alan Mullery är en produkt av Fulhams ungdomsakademi och gjorde sin debut i klubben 1958. I januari 1961 blev han lagkapten för första gången sedan Johnny Haynes blivit skadad, dessvärre gjorde han självmål i samma match. Efter 199 matcher i Fulham såldes han till Tottenham Hotspur för 72 500 £.
1967 var Mullery med och vann FA-cupen efter att Tottenham finalslog Chelsea med 2-1. Tottenham vann även Ligacupen 1971 samt UEFA-cupen 1972 efter seger mot Wolverhampton Wanderers med totalt 3-2, där Mullery stod för ett av målen.
Efter UEFA-cuptriumfen återvände Mullery till Fulham där han i en match mot Leicester City i januari 1974 gjorde vad som skulle bli "Årets mål", då han satte en volley från 23 meter. 1975 gick Fulham, som då spelade i andradivisionen, till final i FA-cupen där de dock förlorade med 2-0 mot West Ham United.

### Internationell karriär
Alan Mullery gjorde sin landslagsdebut för England i en 1-1-match mot Nederländerna i december 1964.
England kvalade in till EM 1968 där Mullery i semifinalen mot Jugoslavien blev den första engelska fotbollsspelaren att bli utvisad i landslaget. England förlorade matchen med 1-0 och Mullery missade därmed bronsmatchen.
Under VM 1970 startade Alan Mullery alla Englands matcher. I kvartsfinalen där de ställdes mot Västtyskland gjorde han sitt första och enda mål i landslaget när han gjorde 1-0. England utökade även till 2-0, men Västtyskland gav inte upp utan vände och vann matchen med 3-2.
Mullery gjorde sin sista landskamp mot Schweiz i kvalet till EM 1972.

## Tränarkarriär
1976 slutade Alan Mullery för att istället bli tränare. Han tog över Brighton & Hove Albion där han under åren 1976–1981 tog upp klubben från tredjedivisionen till förstadivisionen där han dessutom höll kvar klubben en säsong. Senare tränare han även Charlton Athletic, Crystal Palace och Queens Park Rangers (QPR), innan han återvände för en säsong till med Brighton & Hove.
När Mullery hade hand om QPR 1984 spelade klubben i UEFA-cupen, där de i andra omgången ställdes mot Partizan Belgrad. QPR vann hemmamötet, (som spelades på Arsenals hemmaplan Highbury), med 6-2. Partizan hämtade dock upp och vann med 4-0 i returmötet. Det är ett av blott tre tillfällen som ett lag har hämtat upp ett fyramåls underläge från första matchen i de europeiska cuperna.
Queens Park Rangers var även inblandat i en annan märklig match mot Newcastle United i september 1984. I halvtid ledde Newcastle med 4-0, efter bland annat 3 mål av Chris Waddle, men QPR kom tillbaka och matchen slutade 5-5.

## Meriter

### Som spelare
Tottenham Hotspur
- FA-cupen: 1967
- Ligacupen: 1971
- UEFA-cupen: 1972